# Tit Labiè (orador)
Tit Labiè (llatí: Titus Labienus) va ser un famós orador i historiador del regnat d'August. Possiblement era fill o net de Tit Labiè, el llegat de Juli Cèsar i després seguidor de Pompeu. Formava part de la família dels Labiens.
Va conservar els sentiments republicans que sempre havia tingut la seva família i, a diferència de la majoria dels seus contemporanis, mai no es va reconciliar amb el govern imperial, i va aprofitar totes les oportunitats per atacar a August i els seus amics. Com a conseqüència de la seva amargor, va rebre el sobrenom de Rabienus (Rabiè).
Va ser amic de l'orador i escriptor satíric Cassi Sever, i enemic declarat de Gai Asini Pol·lió, al que va assenyalar en un dels seus discursos, anomenant-lo casnar (home vell) i paràsit d'August. Sèneca diu de Labiè que era molt pobre, de caràcter infame i universalment odiat, però amb grans talents oratoris, ja que tot i l'odi general va ser famós com a orador. En els seus discursos va adoptar un estil oratori que participava de les principals característiques de les escoles antigues i modernes.
Sembla que la història que Labiè va escriure parlava sobre el seu propi temps. Sèneca el vell diu que una vegada va sentir Labiè llegir-ne un fragment, i repetia de forma insistent que no es podia publicar fins després de la seva mort, cosa que dona a entendre que parlava de fets contemporanis. Sembla que Labiè no va participar en un complot contra August però els seus enemics el van acusar d'això. Van aconseguir un decret del senat ordenant cremar tots els seus escrits. Aquesta decisió indigna va afectar tant a Labiè, que va decidir no sobreviure a la ignomínia, i es va tancar dins d'una tomba dels seus avantpassats on va morir. Dió Cassi diu que això va passar l'any 12, un any on es van cremar diverses obres considerades difamadores. Calígula va permetre que es recollissin i llegissin els escrits de Labiè, i també els de Cremuci Cordus i Cassi Sever, que havien compartit la mateixa sort.
Només es coneixen tres discursos de Labiè: 
- Discurs per Fígul contra els hereus d'Urbínia, que havien estat defensats per Asini Pol·lió.
- Discurs contra Pol·lió, que podria ser el mateix que l'anterior i que alguns atribueixen a Gai Corneli Gal.
- Discurs contra Bàtil llibert de Mecenàs, defensat per Corneli Gal.[1]